# Egentlige okser
Egentlige okser (Bos) er en slægt af skedehornede, der omfatter vilde og domesticerede arter af kvæg. Slægten kan inddeles i fire underslægter: Bos, Bibos, Novibos og Poephagus, men opdelingen er omstridt. Der findes fem uddøde arter af slægten, men antallet kan øges til syv, hvis de domesticerede varianter regnes som selvstændige arter, og ni, hvis den tæt forbundne slægt Bison regnes med. Moderne kvægarter menes at nedstamme fra den uddøde urokse (B. taurus primigenius).

## Anatomi og morfologi
De fleste arter er græsædere med lange tunger til at slynge sig om de planter, de foretrækker, og kraftige tænder til at nedbryde plantematerialet. De er drøvtyggere med firedelte maver, som tillader dem at nedbryde planterne gradvis.

## Udbredelse
Der findes omkring 1,3 milliarder tamkvæg, hvilket gør dem til en af verdens mest talrige pattedyrslægter. Medlemmerne af slægten findes fortrinsvis i Afrika, Asien, Vest- og Østeuropa, dele af Nord- og Sydamerika samt Oceanien. Deres habitater varierer meget fra art til art; de kan findes på prærier, i regnskove, i vådområder, på savanner og i tempererede skove.

## Økologi, adfærd og livscyklus
De fleste egentlige okser lever 18-25 år i vild tilstand, og i fangenskab er rekorden 36 år. Drægtighedsperioden er 9-11 måneder, afhængig af arten, og koen nedkommer med én, i sjældne tilfælde to, kalve om foråret.
De fleste arter færdes i hjorde på fra ti til hundredvis af individer. I de fleste hjorde er der én tyr (han) for alle køerne (hunner). Dominans er vigtig i hjorden; kalvene vil normalt arve deres mødres position i hierarkiet.
De er mest dagaktive, idet de dog typisk hviler sig midt på dagen, hvor det er mest varmt, og er derfor aktive om morgenen og eftermiddagen. I områder, hvor menneskene har indskrænket oksernes levearealer, kan de være nataktive. Nogle arter vandrer efter føde og vand.

## Evolution
De fleste egentlige okser menes at stamme fra en fælles forfader, uroksen (B. taurus primigenius). Denne art overlevede indtil begyndelsen af det 17. århundrede, hvor den på grund af jagt uddøde. Den sidste kendte urokse, en ko, døde i Polen.

## Systematik og taksonomi
- Underslægt Bos
  - Tamkvæg (B. taurus)
    - Urokse (B. taurus primigenius) †
    - Europæisk kvæg (B. taurus taurus) - husdyr
    - Indisk kvæg: Zebu (B. taurus indicus) - husdyr

  - B. aegyptiacos †
  - B. acutifrons †
  - B. planifrons †
- Underslægt Bibos
  - Gaur (B. gaurus)
  - Gayal (B. frontalis) - husdyr
  - Banteng (B. javanicus)
  - B. palaesondaicus †
- Underslægt Novibos
  - Kouprey (B. sauveli)
- Underslægt Poephagus
  - Yak (B. grunniens)